# Wenke Kujala
Wenke Kujala (17 de julio de 1976) es una deportista alemana que compitió en triatlón. Ganó una medalla de bronce en el Campeonato Europeo de Ironman de 2008, y una medalla de plata en el Campeonato Europeo de Ironman 70.3 de 2007.

## Palmarés internacional
| Campeonato Europeo | Campeonato Europeo   | Campeonato Europeo | Campeonato Europeo |
| Año                | Lugar                | Medalla            | Prueba             |
| ------------------ | -------------------- | ------------------ | ------------------ |
| 2008               | Fráncfort (Alemania) | Medalla de bronce  | Individual         |

| Campeonato Europeo | Campeonato Europeo   | Campeonato Europeo | Campeonato Europeo |
| Año                | Lugar                | Medalla            | Prueba             |
| ------------------ | -------------------- | ------------------ | ------------------ |
| 2007               | Wiesbaden (Alemania) | Medalla de plata   | Individual         |